# Moonblood
Moonblood – niemiecka grupa muzyczna powstała w 1990 w Saksonii. Wcześniej znana jako Demoniac.
Demoniac został powołany do życia w maju 1990 w Schneeberg przez Occulta Mors, Necromaniac i L.O.N.S. We wrześniu tego samego roku Gaamalzagoth dołączył do grupy. Grali oni melodic black metal. Pod tą nazwą nagrali beztytułowe dema.
W styczniu 1994, L.O.N.S. i Necromaniac zostali wyrzuceni z zespołu z powodu nieprzykładania się do gry, w przeciwieństwie do pozostałych członków. Zespół nagrał pierwsze demo i wtedy właśnie zmienił nazwę na Moonblood.
Zespół rozpadł się, lecz dokładna data i rok nie są znane.

## Muzycy

### Ostatni znany skład zespołu
- Tino Mothes "Occulta Mors" – wszystkie instrumenty
- Gaamalzagoth (dawniej Black Soul) – śpiew

### Byli członkowie zespołu
- Necromaniac
- L.O.N.S.

## Dyskografia

### Albumy studyjne
- Blut und Krieg (1997) (666 na kasetach, 333 na winylu)
- Taste Our German Steel (2000) (ekskluzywna, limitowana do 100 ręcznie numerowanych kopii czarna płyta winylowa)

### EP'ki, splity i single
- 1996 - Split EP with Nema
- 1998 - Split EP with Asakku
- 1998 - Split tape with Evil (Fuck Peace! We're at War!)
- 1999 - Split EP with Inferno
- 2000 - Moonblood EP
- 2000 - Split with Deathspell Omega (Sob A Lua Do Bode/Demoniac Vengeance)
- 2001 - Split EP with Katharsis

### Dema i próby
- 1994 - Moonblood
- 1994 - Rehearsal 1 - My Evil Soul
- 1994 - Rehearsal 2 - The Evil Rules
- 1994 - Nosferatu
- 1995 - Rehearsal 3 - Frozen Tears of a Vampire
- 1995 - The Winter Falls over the Land
- 1995 - Rehearsal 4
- 1995 - Rehearsal 5 - Under the Cold Moon
- 1995 - Siegfried (Die Sage vom Helden)
- 1996 - Rehearsal 6
- 1996 - Rehearsal 7
- 1996 - Rehearsal 8 - Conquering The Ravenland
- 1996 - Rehearsal 9 - Unpure Desires of Diabolical Lust
- 1997 - Rehearsal 10
- 1997 - Rehearsal 11 - Worshippers of the Grim Sepulchral Moon
- 1998 - Rehearsal 12
- 2003 - Dusk Woerot

### Bootlegi i kompilacje
Cały materiał Moonblood ma płytach kompaktowych to bootlegi (włącznie z reedycjami wczesnych nagrań).
- 1994 - The Evil Rules
- 1995 - Siegfried Die Sage Vom Helden
- 2000 - Dusk Woerot
- 2002 - Fullmoon Witchery
- 2004 - Supreme Black Force Of German Steel
- 2005 - Für den Sieg

Grupa nagrała utwór Fullmoon Witchery na potrzeby kompilacji Encyclopaedia Pestilentia z 1997.